# Nucula falklandica
Nucula falklandica is een tweekleppigensoort uit de familie van de Nuculidae. De wetenschappelijke naam van de soort is voor het eerst geldig gepubliceerd in 1912 door Preston.